# Hugh Beaver
Hugh Eyre Cambell Beaver (Johannesburg, 4 maggio 1890 – Londra, 16 gennaio 1967) è stato un ingegnere sudafricano, noto per aver fondato il Guinness dei primati.

## Biografia
Studiò al Wellington College e fu dirigente della Arthur Guinness, Son and Co Ltd dal 1946 al 1960. Fu l'ideatore del Guinness dei primati, pubblicato per la prima volta nel 1954.
| Controllo di autorità | VIAF (EN) 40444790 · ISNI (EN) 0000 0000 2118 1964 · LCCN (EN) n78043117 · GND (DE) 129041130 |